# Fairfax (Carolina do Sul)
Fairfax é uma cidade  localizada no estado norte-americano de Carolina do Sul, no Condado de Allendale.

## Demografia
Segundo o censo norte-americano de 2000, a sua população era de 3206 habitantes.
Em 2006, foi estimada uma população de 3170, um decréscimo de 36 (-1.1%).

## Geografia
De acordo com o United States Census Bureau tem uma área de
8,6 km², dos quais 8,6 km² cobertos por terra e 0,0 km² cobertos por água. Fairfax localiza-se a aproximadamente 42 m acima do nível do mar.

## Localidades na vizinhança
O diagrama seguinte representa as localidades num raio de 16 km ao redor de Fairfax.